# 钱志君

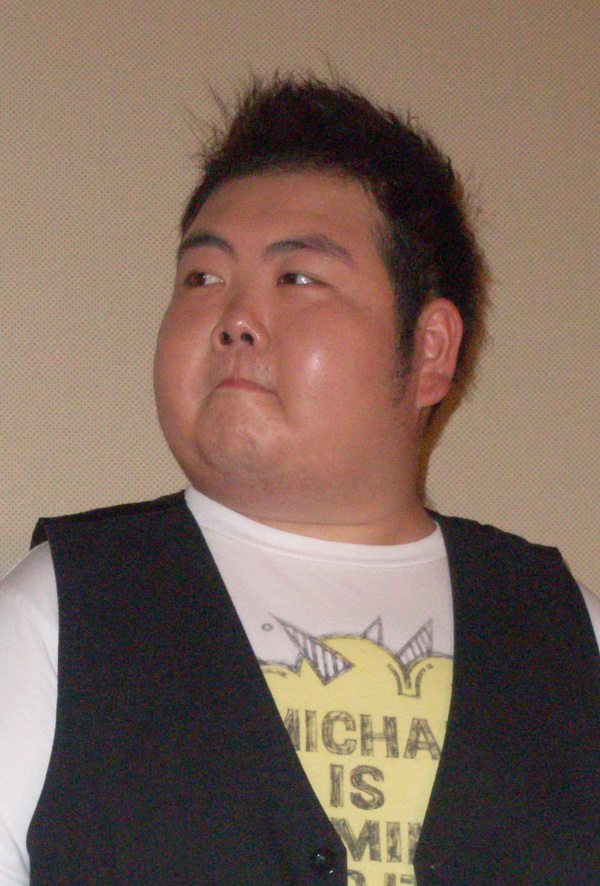
钱志君

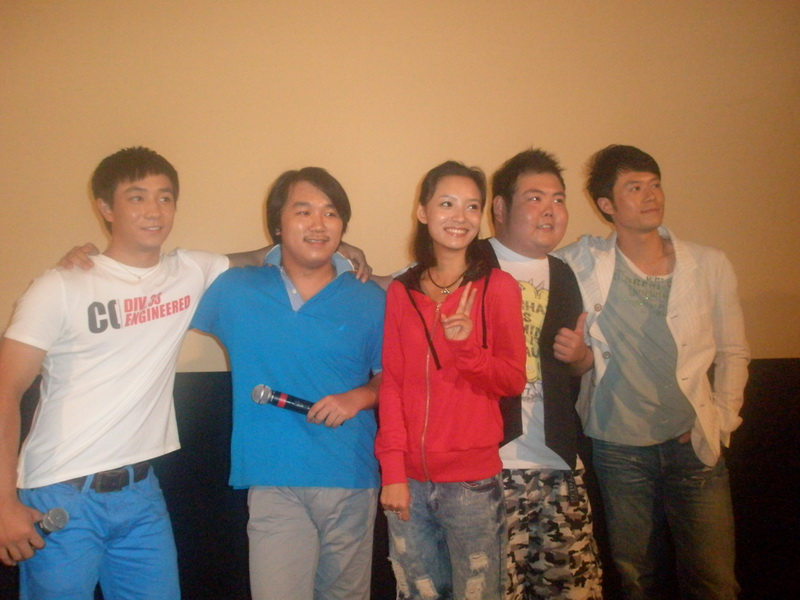
电影一只狗的大学时光观众见面会，中国南京。

对小胖的恶搞的示例

钱志君（1987年—）是中国演员。2003年，钱志君的照片被放上网络，这张照片在网络爆红，照片中的他被称做“小胖”。钱志君之后开始表演电影，烹饪电视节目和广告。

## 生平
钱志君出生于上海金山区。2003年，上海金山区的学生钱志君在某次交通安全集会上与班级同学担任志愿者时一张被人拍摄的照片流传到了猫扑网，成为了整个事件的导火索。从2003年开始，钱志君的脸被大量恶搞到名人、电影海报，游戏封面上。出名后路透社以及《独立报》等外国媒体也对钱志君进行了报道。
据钱志君说，当网络模因第一次出现时，钱志君的老师和同学为了不伤害他的感情，都避免提及这一现象。当他接受《上海日报》采访时，为了保护他的隐私，该报没有透露他的真实姓名。因此在真实信息被揭露很多网民误以为钱志君是广西南宁人。钱志君表示对他的恶搞能让网民感到欢乐使他很欣慰。他不喜欢自己的脸被恶搞到裸体女人身上。
钱志君家人起初曾决定打官司，最终放弃并开始从恶搞带来的名声中获利。